# Frankston (Texas)
Frankston è un centro abitato degli Stati Uniti d'America, situato nella contea di Anderson dello Stato del Texas. Secondo il censimento statunitense effettuato nel 2010, nella città erano presenti 1 229 persone. Il suo nome deriva da Frankie Miller, una giovane donna che donò la sua terra per la costruzione di un parco cittadino.

## Geografia fisica

### Territorio
Frankston si trova nella parte nord-orientale della contea di Anderson, all'incrocio tra la U.S. Highway 175 e la State Highway 155. Secondo l'Ufficio del censimento degli Stati Uniti d'America la città ha un'area totale di 2,5 miglia quadrate (6,4 km²), costituiti completamente dalla terra ferma.

### Clima
Il clima in questa zona è caratterizzata da estati calde e umide. Secondo il sistema di classificazione climatica Köppen, Frankston ha un clima subtropicale umido, simboleggiato sulle mappe climatiche come CFA.

## Società

### Evoluzione demografica
| Anno | Popolazione | ±%     |
| ---- | ----------- | ------ |
| 1920 | 818         | Note:  |
| 1930 | 1,109       | 35.6%  |
| 1940 | 1,216       | 9.6%   |
| 1950 | 1,050       | −13.7% |
| 1960 | 953         | −9.2%  |
| 1970 | 1,056       | 10.8%  |
| 1980 | 1,255       | 18.8%  |
| 1990 | 1,127       | −10.2% |
| 2000 | 1,209       | 7.3%   |
| 2010 | 1,229       | 1.7%   |

Secondo il censimento del 2000, c'erano 1209 persone, 472 nuclei familiari e 320 famiglie residenti nella città. La densità di popolazione era di 488,6 persone per miglio quadrato (189,0/km²). C'erano 525 unità abitative a una densità media di 212,2 per miglio quadrato (82,1/km²). La composizione etnica della città era formata dal 86.68% di bianchi, il 10.92% di afroamericani, lo 0.17% di nativi americani, lo 0.08% di asiatici, lo 0.91% di altre razze, e l'1.24% di due o più etnie. Ispanici o latinos di qualunque razza erano il 2.81% della popolazione.
C'erano 472 nuclei familiari di cui il 28.8% aveva figli di età inferiore ai 18 anni, il 53.4% erano coppie sposate conviventi, l'11.9% aveva un capofamiglia femmina senza marito, e il 32.2% erano non-famiglie. Il 29.9% di tutti i nuclei familiari erano individuali e il 21.2% aveva componenti con un'età di 65 anni o più che vivevano da soli. Il numero di componenti medio di un nucleo familiare era di 2.44 e quello di una famiglia era di 3.02.
La popolazione era composta dal 23.1% di persone sotto i 18 anni, il 6.9% di persone dai 18 ai 24 anni, il 21.9% di persone dai 25 ai 44 anni, il 23.7% di persone dai 45 ai 64 anni, e il 24.3% di persone di 65 anni o più. L'età media era di 44 anni. Per ogni 100 femmine c'erano 80,4 maschi. Per ogni 100 femmine dai 18 anni in su, c'erano 72,5 maschi.
Il reddito medio di un nucleo familiare era di 28,125 dollari, e quello di una famiglia era di 37,130 dollari. I maschi avevano un reddito medio di 27,250 dollari contro i 20,313 dollari delle femmine. Il reddito pro capite era di 15,609 dollari. Circa il 12.8% delle famiglie e il 17.1% della popolazione erano sotto la soglia di povertà, incluso il 14.0% di persone sotto i 18 anni e il 25.6% di persone di 65 anni o più.

## Infrastrutture e trasporti
- U.S. Highway 175
- State Highway 155
- Farm to Market Road 19

Una linea ferroviaria gestita dalla Southern Pacific Railroad (originariamente costruita e gestita dalla Texas & New Orleans Railroad), servì Frankston dal 1902 fino al suo abbandono, a metà degli anni 1980. L'unica traccia rimasta della linea ferroviaria in città è un edificio utilizzato dalla compagnia ferroviaria come deposito; ora esso viene utilizzato come biblioteca pubblica di Frankston.

## Cultura

### Istruzione
La città è servita dalla Frankston Independent School District.

## Ufficio postale
L'ufficio postale di Frankston è situato al 400 East Main Street, Frankston, Texas 75763-9997.